# Mary Augusta Ward
Mary Augusta Ward, nata Arnold (Hobart, 11 giugno 1851 – Londra, 24 marzo 1920), è stata una romanziera britannica.